# Eye of the Tiger (음반)
《Eye of the Tiger》는 1982년 6월 8일에 발매된 미국의 하드 록 밴드 서바이버의 세 번째 음반이고, 빌보드 200 차트에서 2위에 올랐다.
이 곡은 영화 《록키 3》의 주제곡인 타이틀곡을 특징으로 한다. 싱글은 미국과 영국에서 모두 1위에 올랐고 and UK,, 〈American Heartbeat〉는 미국에서 17위에 올랐다. 두 싱글 모두 독일 차트에도 올랐다.
1989년 서바이버의 임시 해체 이후, 지미 제이미슨은 영화 《탈옥》을 위해 〈Ever Since the World Began〉의 커버를 녹음했다.

## 평가
| 전문가 평가 | 전문가 평가 |
| 평가 점수   | 평가 점수   |
| 출처        | 점수        |
| ----------- | ----------- |
| AllMusic    | [ 5 ]       |

올뮤직의 간략한 회고평은 음반을 경시하면서 "여기서는 타이틀곡과 같은 높이로 정말로 확장되는 것은 없다"고 선언했다.

## 곡 목록
짐 페터릭와 작사/작곡한 〈The One That Really Matters〉을 제외하고, 모든 곡들은 페터릭과 프랭키 설리번에 의해 작사/작곡하였다.
| #  | 제목                            | 재생 시간 |
| -- | ------------------------------- | --------- |
| 1. | 〈Eye of the Tiger〉            | 4:04      |
| 2. | 〈Feels Like Love〉             | 4:04      |
| 3. | 〈Hesitation Dance〉            | 3:52      |
| 4. | 〈The One That Really Matters〉 | 3:32      |
| 5. | 〈I'm Not That Man Anymore〉    | 4:49      |

| #  | 제목                           | 재생 시간 |
| -- | ------------------------------ | --------- |
| 6. | 〈Children of the Night〉      | 4:45      |
| 7. | 〈Ever Since the World Began〉 | 3:48      |
| 8. | 〈American Heartbeat〉         | 4:10      |
| 9. | 〈Silver Girl〉                | 4:52      |

## 인증
| 국가                                                  | 인증     | 판매량/출하량 |
| ----------------------------------------------------- | -------- | ------------- |
| 오스트레일리아 (ARIA)                                 | 플래티넘 | 50,000^       |
| 캐나다 (뮤직 캐나다)                                  | 플래티넘 | 100,000^      |
| 홍콩 (IFPI 홍콩)                                      | 골드     | 10,000*       |
| 미국 (RIAA)                                           | 플래티넘 | 1,000,000^    |
| *판매량을 기반으로 한 인증 ^출하량을 기반으로 한 인증 |          |               |